# The Germ (periódico)

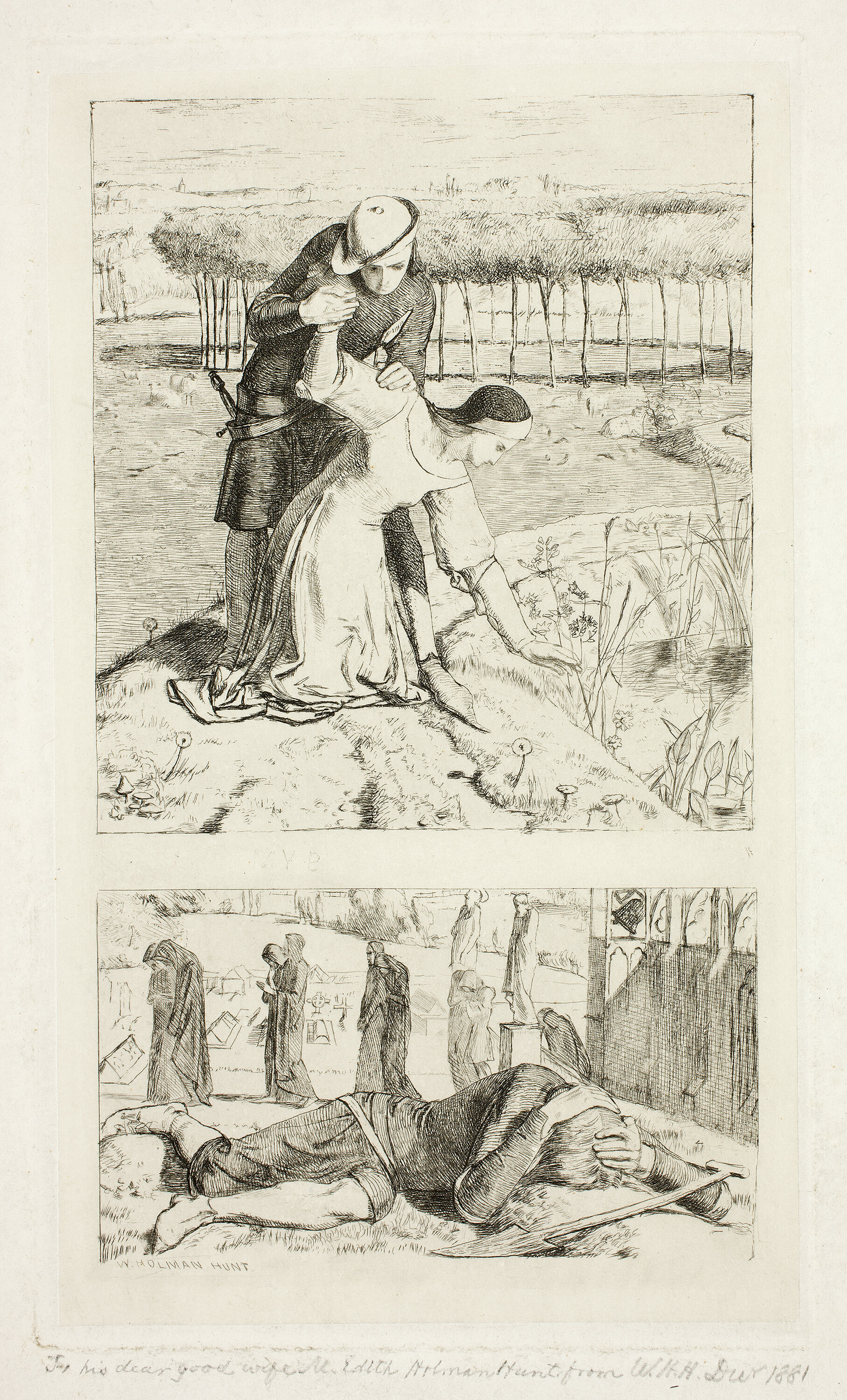
Ilustração de Holman Hunt para o poema de Thomas Woolner "My Beautiful Lady", publicado em The Germ, 1850

The Germ, thoughts towards nature in art and literature (1850) foi um periódico criado pela Irmandade Pré-Rafaelita para disseminar suas ideias.  A revista foi editada por William Michael Rossetti. O Germ foi renomeado para Art and Poetry, being Thoughts towards Nature, conducted principally by Artists em suas duas últimas edições. Não foi um sucesso, sobrevivendo apenas por quatro edições entre janeiro e abril de 1850. 
As ilustrações foram fornecidas por membros da irmandade. Cada edição começava com uma gravura original. William Holman Hunt forneceu uma ilustração para o poema My Beautiful Lady de Woolner na primeira edição. Collinson ilustrou seu próprio poema, The Child Jesus, na segunda edição. Madox Brown criou uma ilustração de duas páginas do Rei Lear e suas filhas para a terceira edição, acompanhando seu artigo sobre a mecânica de uma pintura histórica. Walter Deverell retratou Viola and Olivia de Noite de Reis de Shakespeare na última edição.
O Germ publicou poesia de William Michael Rossetti e outros membros da Irmandade, incluindo o irmão de William Michael Rossetti, Dante Gabriel Rossetti, Thomas Woolner e James Collinson.  Christina Rossetti também teve sua poesia publicada lá.  Também publicou contribuições de versos e ensaios sobre arte e literatura de associados da Irmandade, incluindo Ford Madox Brown e Coventry Patmore, bem como resenhas ocasionais de livros.

## Título
O título The Germe se refere à crença pré-rafaelita na importância da natureza (um germe é uma semente) e da imaginação humana, como implícito na frase "o germe de uma ideia". Eles esperavam que a revista fosse uma semente da qual novas ideias criativas cresceriam. O subtítulo era "Pensamentos sobre a natureza na arte e na literatura" para enfatizar a crença dos editores de que poesia e arte deveriam estar intimamente interligadas.
Na esperança de melhorar as vendas fracas da revista, ela foi renomeada com o título menos ambíguo Arte e Poesia, sendo Pensamentos em direção à Natureza, conduzidos principalmente por Artistas em suas duas últimas edições. Cada edição vendeu menos de 100 cópias e a revista fechou em maio de 1850. 

## Edições
The Germ foi impresso por Messrs. Tupper and Sons, uma empresa de impressão litográfica e geral na cidade de Londres, que assumiu uma participação financeira na publicação para tentar garantir seu sucesso; a família Tupper tinha ligações com a Irmandade por meio do escultor John Lucas Tupper. Apenas 70 exemplares da primeira edição de 700 foram vendidos. A tiragem foi reduzida na edição seguinte, mas as vendas não aumentaram. George Tupper convenceu o grupo a continuar por mais duas edições,  mas acabou sofrendo o peso das perdas financeiras.
Uma edição especial limitada (apenas 450 cópias) de todos os quatro volumes de The Germ foi publicada em 1898 em papel feito à mão Van Gelder, por Thomas B. Mosher, Portland, Maine, EUA.
Uma edição fac-símile de todos os quatro volumes mais "Prefácio" de W.M. Rossetti foi publicada pela Elliot Stock em 1901 e lançada em um estojo.